# Pierwsze ministerium Sunderlanda i Stanhope’a

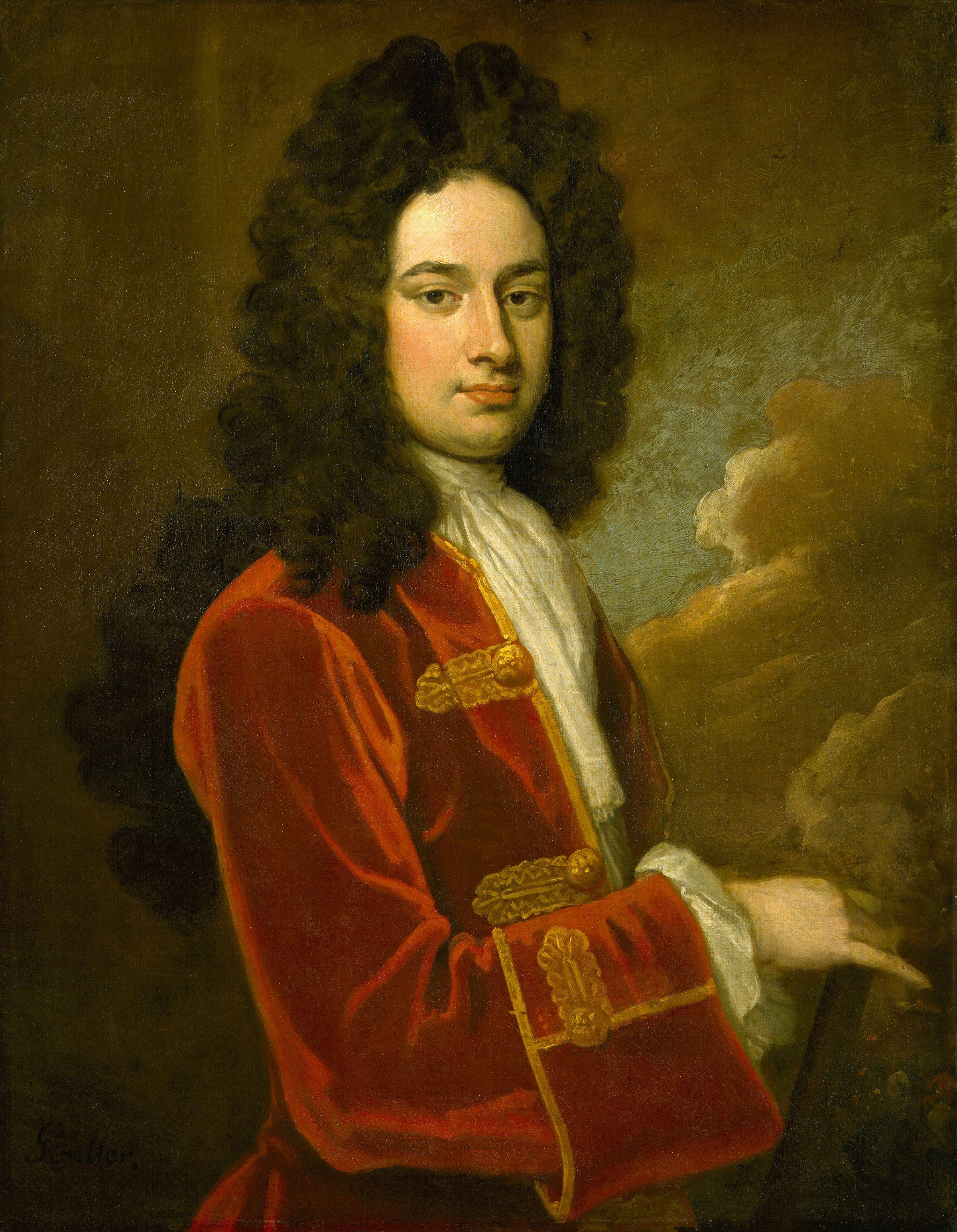
Hrabia Stanhope, pierwszy lord skarbu, kanclerz skarbu

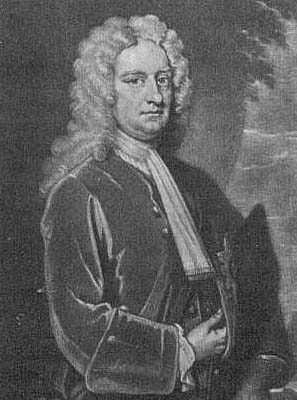
Hrabia Sunderland, minister północnego departamentu

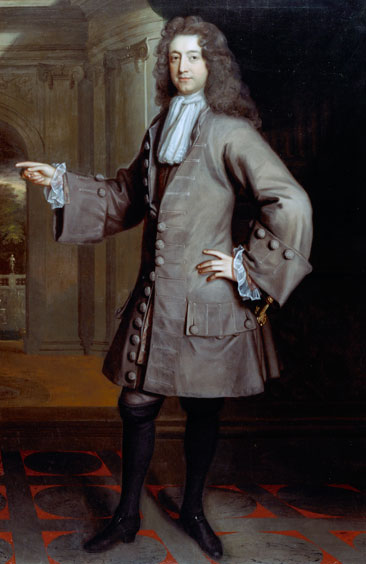
Baron Cowper, lord kanclerz

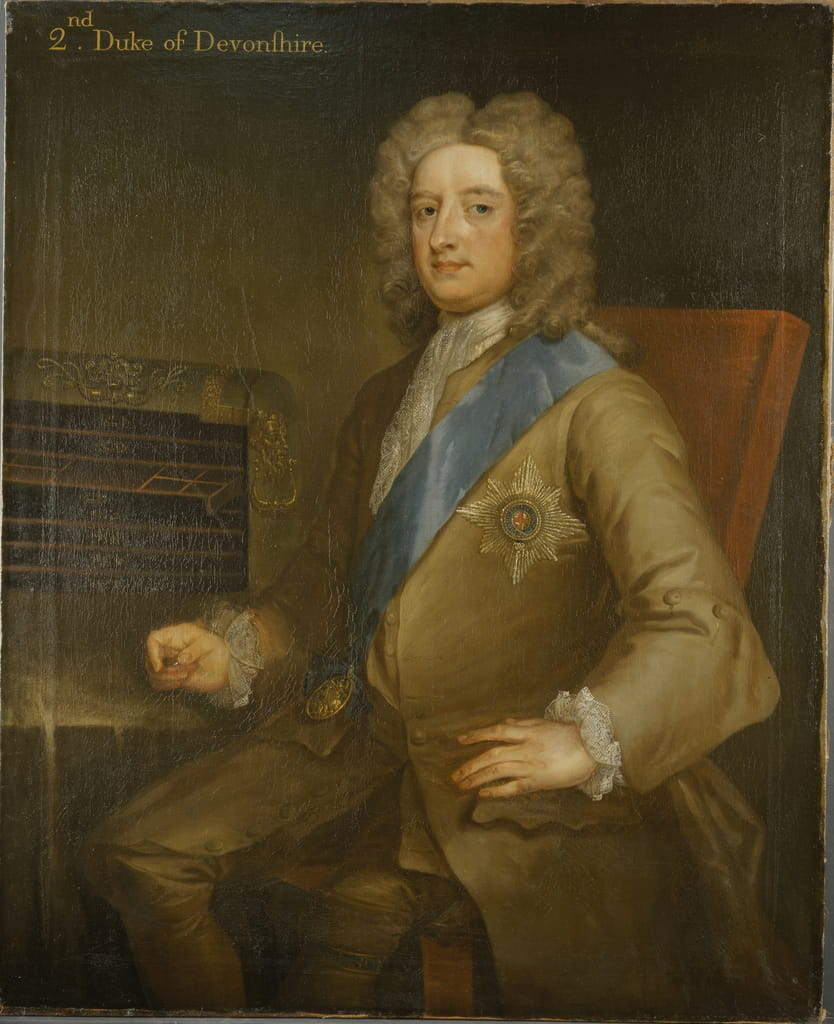
Książę Devonshire, lord przewodniczący Rady

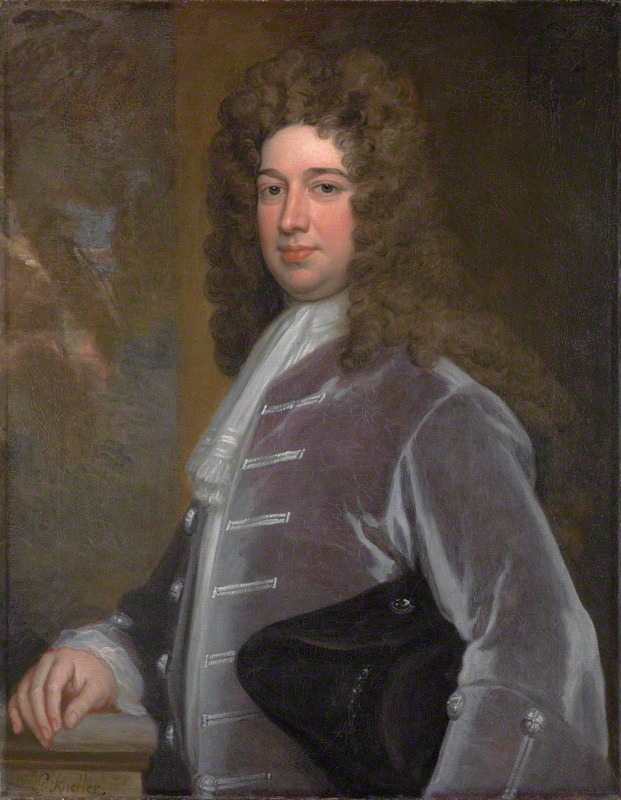
Książę Kingston-upon-Hull, lord tajnej pieczęci

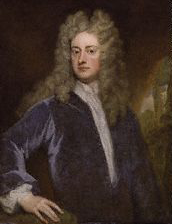
Joseph Addison, minister południowego departamentu

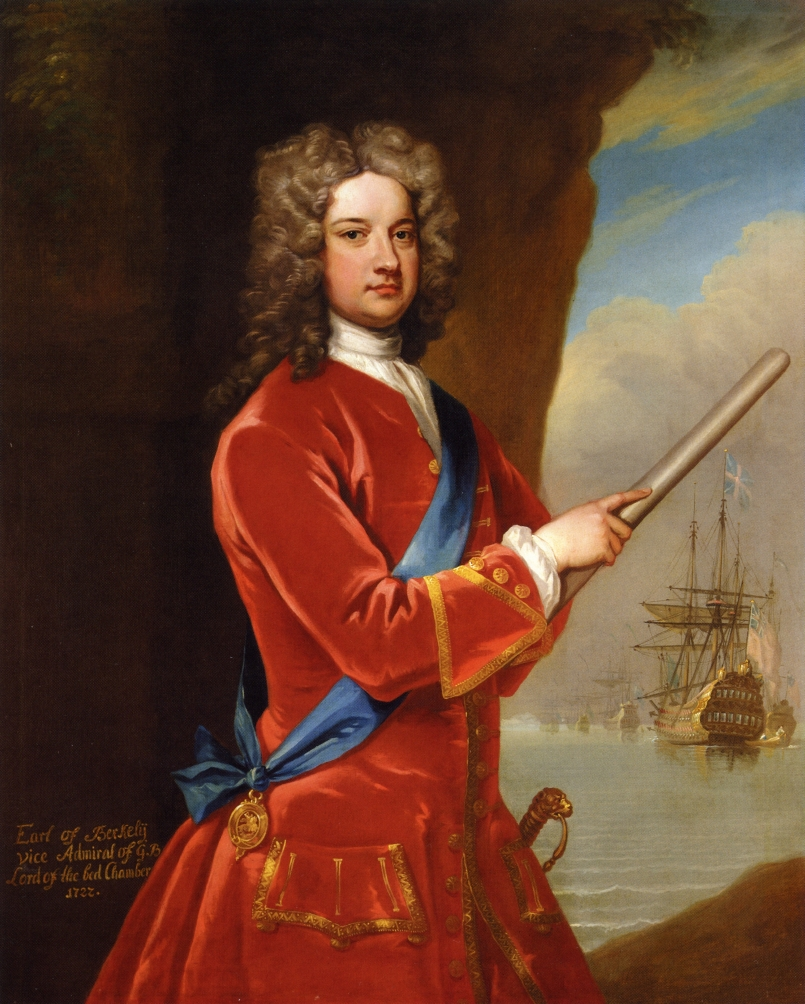
Hrabia Berkeley, pierwszy lord Admiralicji

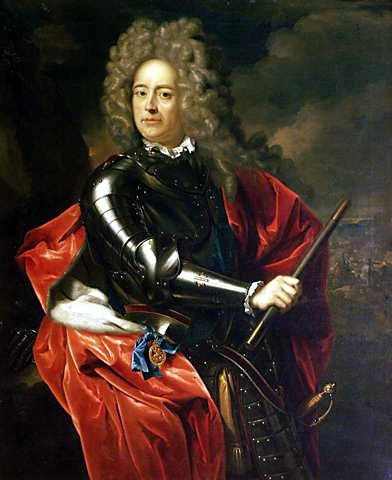
Książę Marlborough, generał artylerii

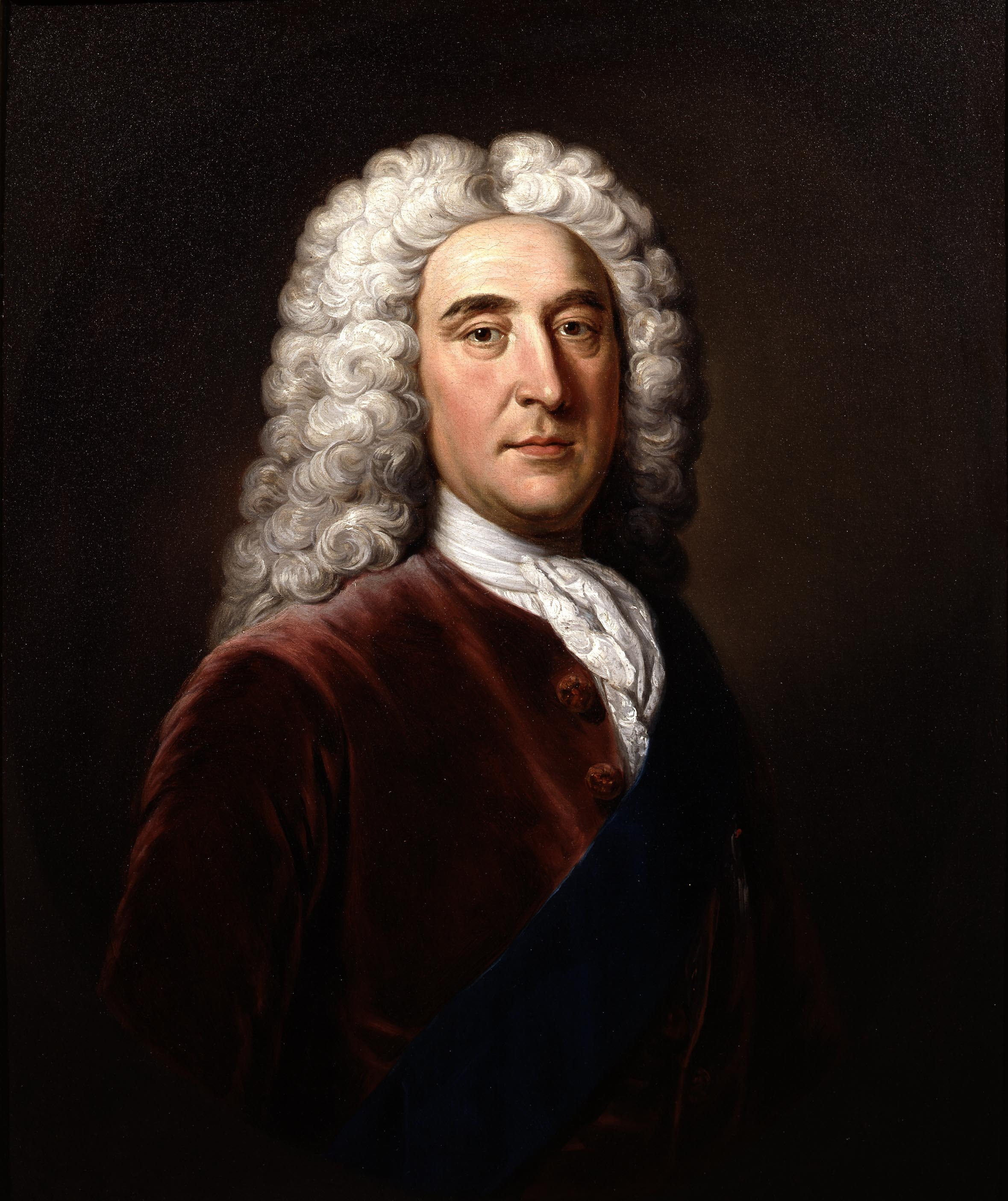
Książę Newcastle, lord szambelan

## Skład gabinetu
| Urząd                                | Imię i nazwisko                                 | Kadencja  |
|                                      |                                                 |           |
| Pierwszy lord skarbu kanclerz skarbu | James Stanhope, 1. hrabia Stanhope              | 1717–1718 |
| Minister północnego departamentu     | Charles Spencer, 3. hrabia Sunderland           | 1717–1718 |
|                                      |                                                 |           |
| Lord Kanlcerz                        | William Cowper, 1. baron Cowper                 | 1717–1718 |
| lord przewodniczący Rady             | William Cavendish, 2. książę Devonshire         | 1717–1718 |
| lord tajnej pieczęci                 | Evelyn Pierrepont, 1. książę Kingston-upon-Hull | 1717–1718 |
| Minister południowego departamentu   | Joseph Addison                                  | 1717–1718 |
| Pierwszy lord Admiralicji            | James Berkeley (hrabia Berkeley)                | 1717–1718 |
| Generał artylerii                    | John Churchill, 1. książę Marlborough           | 1717–1718 |
| Płacmistrz armii                     | Henry Clinton, 7. hrabia Lincoln                | 1717–1718 |
| Lord namiestnik Irlandii             | Charles Paulet, 2. książę Bolton                | 1717–1718 |
| lord steward                         | Henry Grey, 1. książę Kentu                     | 1717–1718 |
| lord szambelan                       | Thomas Pelham-Holles, 1. książę Newcastle       | 1717–1718 |